# 12891 Kassandraholt
12891 Kassandraholt este o planetă minoră (asteroid), cu un diametru de 5,206 km, din centura de asteroizi. A fost descoperită pe 17 august 1998 la Magdalena Ridge Observatory⁠(d) de Lincoln Near-Earth Asteroid Research. 
Obiectul prezintă o orbită caracterizată de o semiaxă mare de 2,7935282 UAi, o excentricitate de 0,11, o înclinație de 3,63972 ° în raport cu ecliptica.